# COVID-19 в Палау
Распространение COVID-19 в Палау — распространение пандемии коронавируса COVID-19 на территории Палау. Первый случай заболевания в стране зарегистрирован 31 мая 2021 года.

## Хронология
В Палау оперативно был введён пограничный контроль после сообщения о начале эпидемии коронавирусной болезни. Президент Палау Томас Ременгесау издал распоряжение о приостановке всех чартерных авиарейсов с Китаем, Макао и Гонконгом с 1 по 29 февраля 2020 года. С марта 2020 года границы страны были закрыты. С апреля закрыты все учебные заведения в стране. Также президент страны запретил въезд в Палау. Введён обязательный карантин для всех лиц, не являющихся гражданами Палау, и недавно въехавших в страну.
1 апреля 2021 года Палау и Тайвань создали «пузырь для поездок», что позволяет жителям обоих стран свободно перемещаться между двумя государствами.
31 мая 2021 года на Палау зарегистрирован первый случай COVID-19. Президент страны Сурангел Уиппс сообщил, что риск инфицирования коронавирусом для других людей является низким, и что результаты тестирования всех лиц, имевших тесный контакт с больным, были отрицательными. Президент также подчеркнул, что большая часть населения была вакцинирована против COVID-19.
11 июня объявлено о втором случае коронавирусного заболевания в стране.

## Вакцинация
Вакцинация жителей Палау против COVID-19 началась в 2021 году. Как страна, находящаяся в свободной ассоциации с США, Палау получила вакцины согласно программе «Operation Warp Speed». По данным министерства здравоохранения страны, вакцинация началась 3 января 2021 года, и по состоянию на 12 апреля 2021 года 40 % населения Палау были полностью вакцинированы. До 26 мая 2021 года приблизительно 96 % взрослого населения страны (старше 18 лет) были полностью вакцинированы. На момент выявления первого случая заболевания вакцинировано 97 % взрослого населения, около 70 % всех жителей страны. Также сообщено о планах начать вакцинацию от COVID-19 подростков с 12 до 17 лет.